# 김득신 (화가)
김득신(金得臣, 1754년(영조 30년) ~ 1822년(순조 22년)은 조선 시대 후기의 화가이다. 자는 현보(賢輔), 호는 긍재(兢齋), 홍월헌(弘月軒), 본관은 개성(開城)이다.

## 생애
도화서 화원 출신으로 초도 첨절제사(椒島 僉節制使)에 이르렀다. 자연과 풍속화를 잘 그렸는데 심사정, 정선과 함께 영조 때의 삼재(三齋)로 불렸다. 화적으로는 덕수궁 미술관 소장 <곽분양자 행락도>(郭紛陽子 儀行樂圖), 고려대학교 박물관 소장 <부취도>(扶醉圖), <귀시도>(歸市圖), 간송 미술관 소장 <풍속화첩>, <숙상야우도>(潚湘夜雨圖), 개인 소장 <오동 폐월도>(梧桐吠月圖) 등이 있다.

## 작품

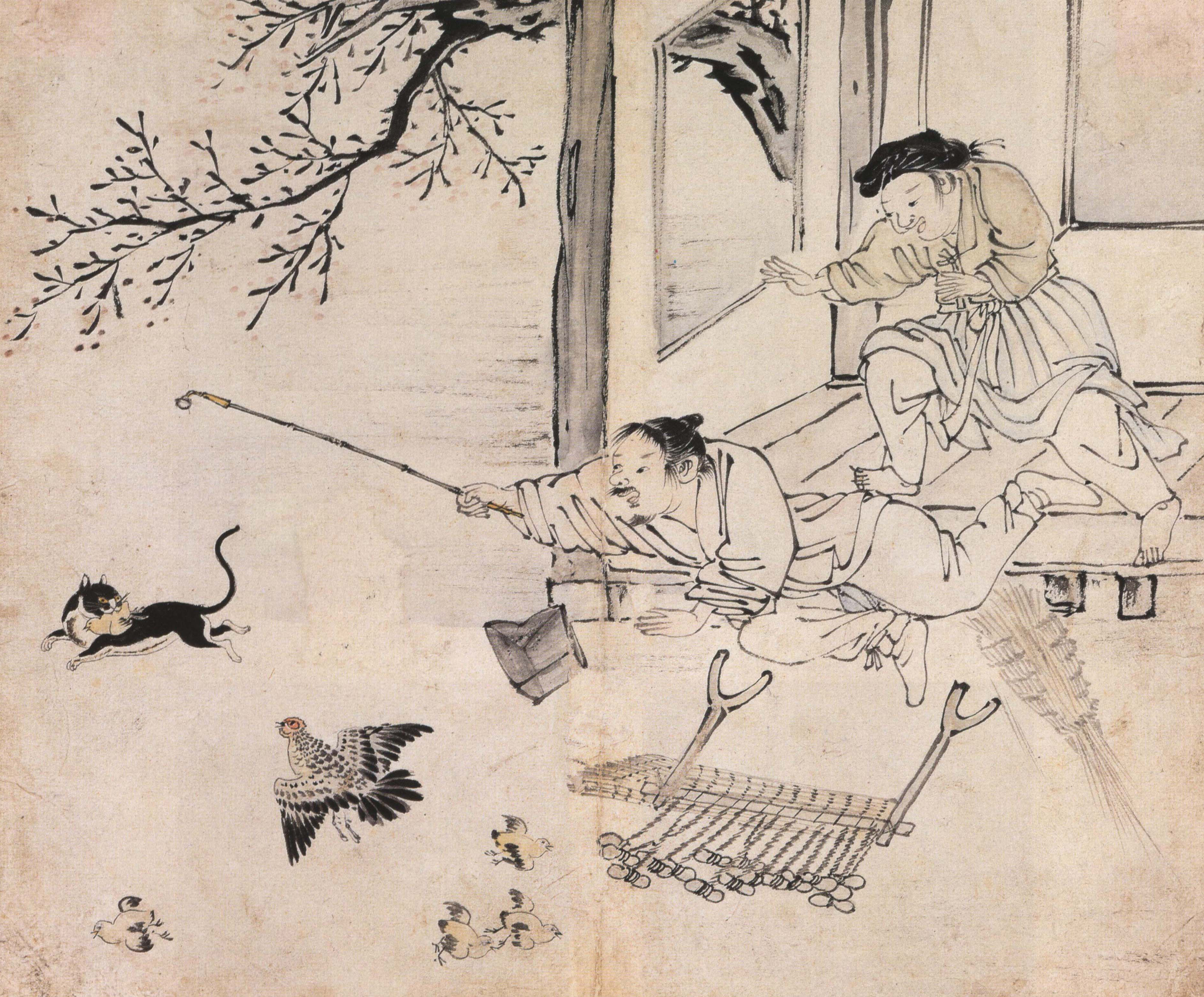
〈파적도〉(破寂圖)
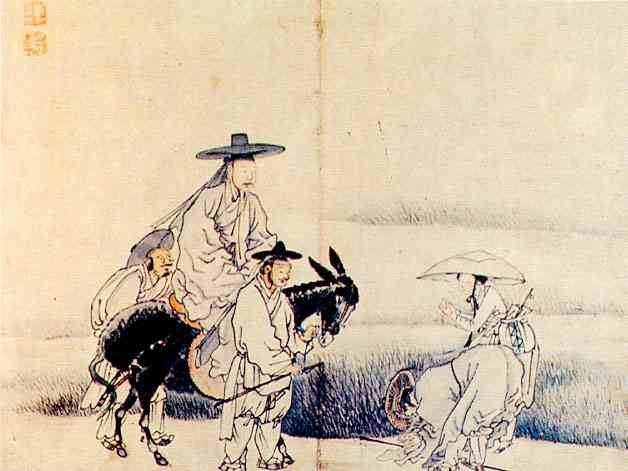
〈반상도〉(班常圖)
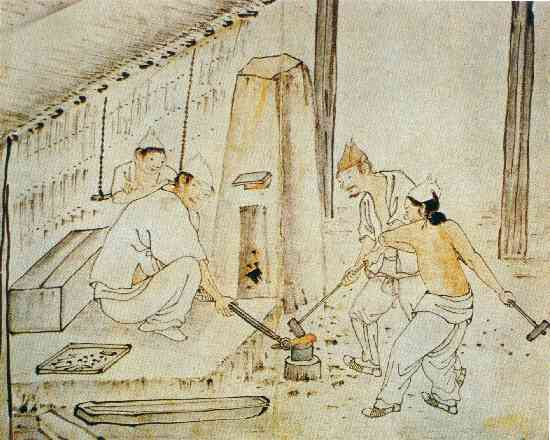
〈대장간〉
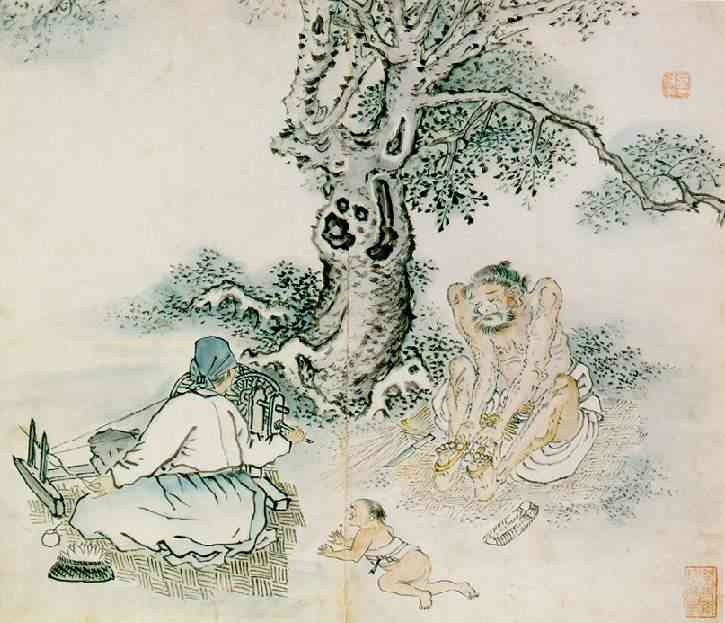
〈수하일가도〉(樹下一家圖)
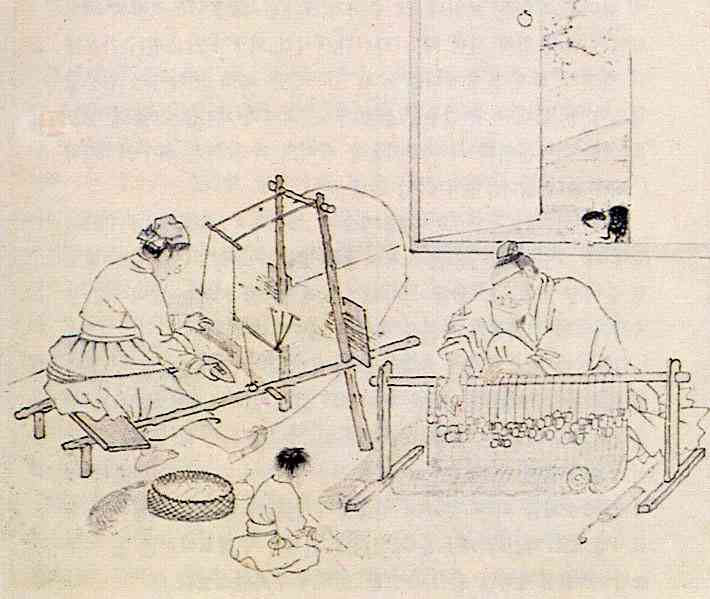
〈자리짜기〉
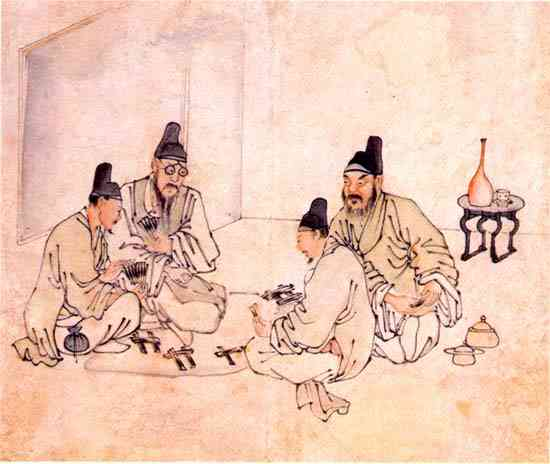
〈투전도〉(鬪錢圖)
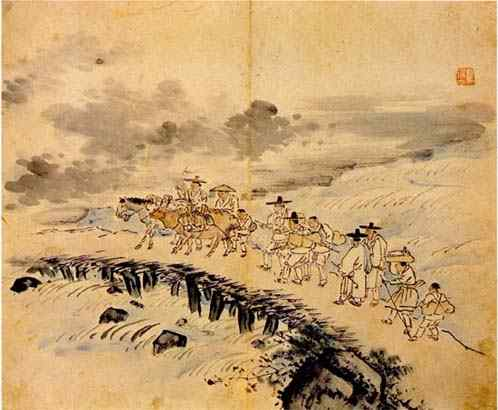
〈귀시도〉(歸市圖)
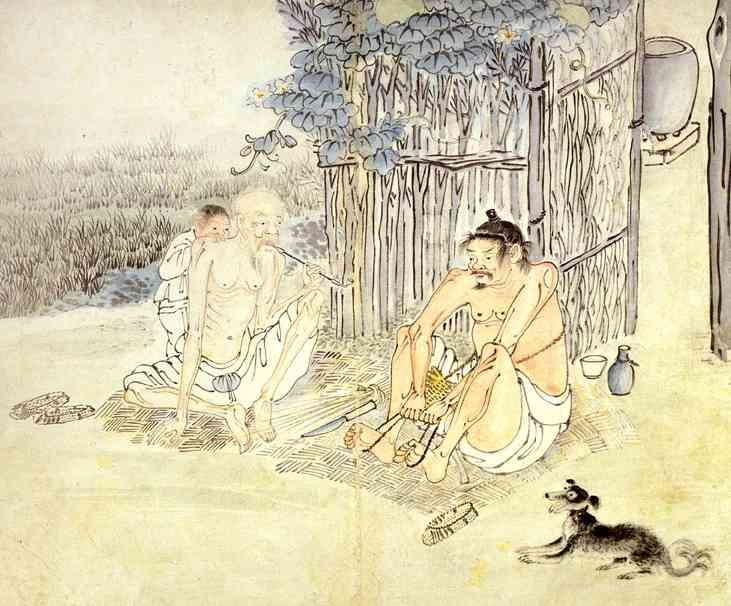
〈성하직구〉
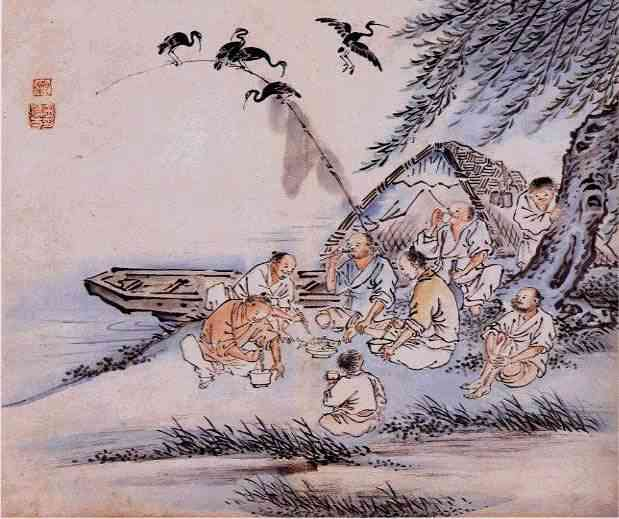
〈강변회음〉

## 같이 보기
- 한국화
- 한국의 화가 목록

## 참고 문헌
- 이 문서에는 다음커뮤니케이션(현 카카오)에서 GFDL 또는 CC-SA 라이선스로 배포한 글로벌 세계대백과사전의 내용을 기초로 작성된 글이 포함되어 있습니다.